# Francisco Cabañas
Francisco Cabañas Pardo (* 22. Januar 1912 in Mexiko-Stadt; † 26. Januar 2002 ebenda) war ein mexikanischer Boxer.

## Biografie
Cabañas kam im Alter von 14 Jahren bei einem Fitnessstudio-Besuch zufällig zum Boxsport. Bei den Olympischen Sommerspielen 1932 in Los Angeles, wo er seine Anreise selbst bezahlen musste, kämpfte sich Cabañas im Fliegengewicht bis ins Finale vor, wo er letztlich dem Ungar István Énekes unterlag. Mit dem Gewinn seiner Silbermedaille wurde er als erster Medaillengewinner seines Landes von den Medien gefeiert. Jedoch ist er dies offiziell nicht. Denn bereits bei den Olympischen Sommerspielen 1900 belegte eine Mannschaft aus Mexiko im Poloturnier den dritten Rang. Da es jedoch erst seit 1904 für den Drittplatzierten Bronzemedaillen vergeben werden, wurde die Polomannschaft nur nachträglich zum Bronzemedaillengewinner ernannt.
Cabañas begann eine Karriere als Profiboxer, die jedoch nach zwei Kämpfen wieder beendet war. Er wurde Leiter der Mexikanischen Boxmannschaft und reiste in dieser Funktion zu den Olympischen Sommerspielen 1936 und 1948.